# Humberto Lara
Humberto Lara, född 12 oktober 1900, död 1957, var en friidrottare från Chile. Han deltog vid olympiska sommarspelen 1924.